# Körösszeg
Körösszeg (románul Cheresig) falu Romániában, Bihar megyében.

## Fekvése
Nagyváradtól 20 km-re délnyugatra, a Sebes-Körös bal partján az országhatár mellett fekszik. Vizesgyánhoz tartozik. A magyarországi Körösnagyharsány–Vésztő–Gyoma-vasútvonal román határon túlra került vége a falu mellett ér véget. Nagyváradtól idáig járhatóak a sínek, Magyarország felé azonban fölszedték őket. Újjáépítés alatt van a Körösnagyharsány felé menő közúti kapcsolata.

## Története

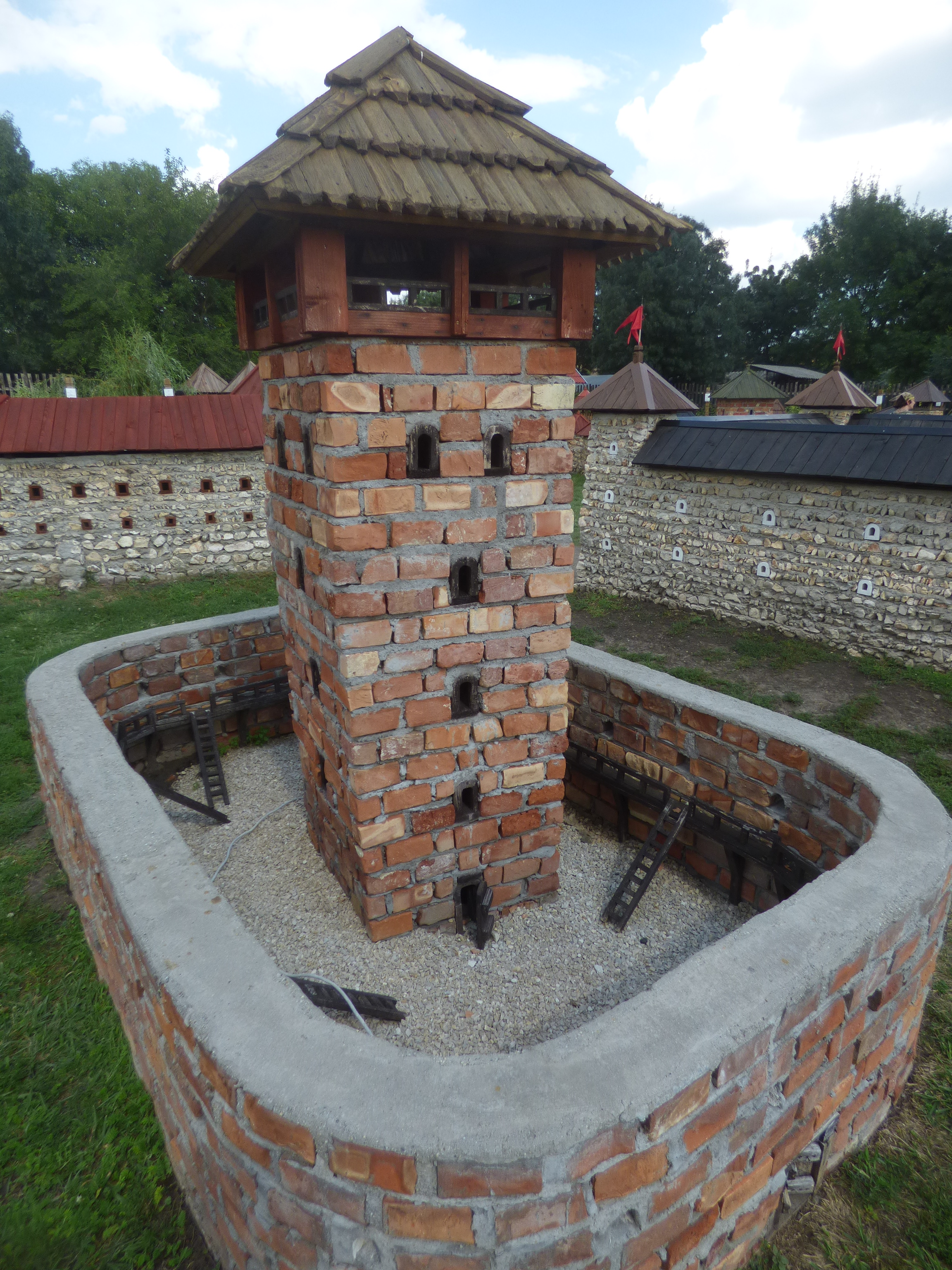
Körösszeg várának makettje a dinnyési Várparkban

A középkorban Szent Katalin Asszonyfalvának, várát pedig Katalinvárnak is nevezték. A települést 1291-ben Kerus Zeg néven említik először. Vára a tatárjárás után épült, először 1289-ben említik a Borsa nemzetségbeli Beke birtokaként. A várában ölték meg 1290. július 10-én a kunok IV. László királyt.
1514-ben a keresztesek nem tudták elfoglalni. A 17. század elején a hajdúk dúlták fel, és ezután már nem állították helyre. Ma már csak az öregtorony áll, mely egykor a vár lakótornya volt. 1910-ben 1443 lakosa volt, melyből 126 magyar, 1311 román, 6 egyéb nemzetiségű volt.
2002-ben 1090 lakosából 19 magyar, 966 román, 1 német, 102 cigány, 104 egyéb nemzetiségű volt.
A trianoni békeszerződésig Bihar vármegye Cséffai járásához tartozott.